# إلهام بيتي
إلهام بيتي هي لاعبة ألعاب قوى وعداءة إماراتية مثلت الإمارات في بطولة العالم لألعاب القوى، وفي دورة الألعاب الأولمبية الصيفية لعام 2012 بلندن في المملكة المتحدة، وفي دورة الألعاب الأولمبية الصيفية لعام 2016 في ريو دي حانيرو بالبرازيل.

## المشاركات
مثلت إلهام بيتي الإمارات في دورة الألعاب الأولمبية الصيفية لعام 2012 التي أقيمت في لندن بالمملكة المتحدة، ولكنها خرجت من دور التصفيات بسباق 1500 متر عدو للسيدات.

## الميداليات والألقاب
استطاعت إلهام بيتي إحراز العديد من الميداليات والألقاب خلال مشاركاتها بالبطولات الإقليمية والدولية المختلفة، ويوضح الجدول التالي أهم الميداليات التي حققتها والمراكز التي احتلتها خلال مسيرتها:
| السنة | البطولة                       | الميدالية/المركز | المسابقة          | ملاحظات |
| ----- | ----------------------------- | ---------------- | ----------------- | --- |
| 2013  | بطولة آسيا لألعاب القوى       | ذهبية            | سباق 1500 متر جري | أنهت السباق في زمن قدره 4.13 دقيقة |
| 2016  | تحدي برشلونة الدولي           | برونزية          | سباق 1500 متر جري | أنهت السباق في زمن قدره 4.06.84 دقيقة |
| 2016  | سباق هيوذدن الدولي ببلجيكا    | ذهبية            | سباق 1500 متر جري | احتلت المركز الأول بعد أن تمكنت من إنهاء السباق في زمن قدره 4.05.86 دقيقة بفارق 12 ثانية عن العداءة البريطانية شارلين الفائزة بالميدالية الفضية، وبفارق 17 ثانية عن العداءة النرويجية انجيلا الفائزة بالميدالية البرونزية |
| 2016  | تحدي بكين الدولي              | فضية             | سباق 1500 متر جري | أنهت السباق في زمن قدره 4.03.70 دقيقة |
| 2017  | البطولة الآسيوية لألعاب القوى | ذهبية            | سباق 1500 متر جري | |
| 2017  | البطولة الآسيوية لألعاب القوى | ذهبية            | سباق 5000 متر جري | استطاعت إنهاء السباق في زمن 15.25 دقيقة |